# Tinospora baenzigeri
Tinospora baenzigeri är en tvåhjärtbladig växtart som beskrevs av L.L. Forman. Tinospora baenzigeri ingår i släktet Tinospora och familjen Menispermaceae. Inga underarter finns listade i Catalogue of Life.